# Ichoria improcera
Ichoria improcera là một loài bướm đêm thuộc phân họ Arctiinae, họ Erebidae.